# 제프 카크
제프 케이크(Jeff Kaake, 영어 발음: /keɪk/, 1959년 1월 10일 ~ )는 미국의 배우이다.
디트로이트에서 태어났다.

## 출연 작품

### 영화
- 뱃 인플루언스 (1990)
- Seeds of Tragedy (1991)
- 강철 형사 (1993, The Return of Ironside)

### 텔레비전
- 다이너스티 (1984-89)
- 내스티 보이스 (1990, Nasty Boys)
- 스페이스 레인저 (1993-94, Space Rangers)
- 바이퍼 (1996-98, Viper)
- The Dream Team (1999)
- 더 영 앤 더 레스트리스 (2004)